# Campionato europeo

In verde le nazioni che, al 2018, partecipano ai campionati europei. Da notare la differenza con i confini geografici dell'Europa

Il campionato europeo o, a seconda delle denominazioni, campionato d'Europa, è la competizione sportiva di rango più elevato tra squadre o atleti individuali in rappresentanza delle federazioni nazionali di un dato sport sottoposte alla giurisdizione dell'organo di governo europeo dello sport suddetto.
L'espressione plurale campionati europei può riferirsi in genere o a eventi multidisciplinari, quali per esempio quelli di atletica leggera, ciclismo, ginnastica o scherma in cui all'interno di una disciplina sportiva sussistono varie specialità (a titolo di esempio i 100 e 200 metri piani in atletica, il fioretto e la spada nella scherma, etc.), o a manifestazioni periodiche di un solo sport ma che nella stessa edizione disputi più categorie dello stesso torneo, come ad esempio i campionati internazionali di rugby a 15 in cui in ogni edizione si disputano tre categorie, da quella che assegna il titolo continentale a quella più bassa che è soggetta ai meccanismi di promozione e retrocessione con quelle superiori.
Si noti che l'espressione campionato europeo si riferisce solo parzialmente a manifestazioni aventi a oggetto squadre rappresentanti Paesi entro i confini geografici dell'Europa.
Per esempio la UEFA presenta come membri affiliati Azerbaigian e Israele, che geograficamente e politicamente sono in Asia; al contrario Rugby Europe, di cui Israele è membro, non ha più l'Azerbaigian, dal 2021 membro di Asia Rugby.
Ancora, alcune discipline (su tutte calcio e rugby) riconoscono status internazionale alle rappresentative delle quattro Home Nations del Regno Unito (Inghilterra, Galles, Scozia e Irlanda del Nord o, nel caso del rugby, l'intera isola d'Irlanda), mentre invece per esempio in atletica leggera e negli sport motoristici il Paese è unito, in genere sotto il nome di Gran Bretagna.

## Manifestazioni multidisciplinari
- Giochi europei (2015-)
- Campionati europei (manifestazione multisportiva) (2018-)
- Festival olimpico della gioventù europea (1991-)

## Campionati
| Uomini                                         | Uomini                        | Donne     | Donne     | Misti                                                  | Tot.                                                   |                                                        |                                                        |                                                        |                                                        |                                                        |
| BMX                                            | 23                            | 1996      | 2022      | 2                                                      | 2                                                      | 2                                                      | 2                                                      |                                                        | 4                                                      | 2                                                      |
| Ciclismo su strada                             | 28                            | 1995      | 2022      | 3                                                      | 3                                                      | 3                                                      | 3                                                      | 2                                                      | 8                                                      | 4                                                      |
| Freestyle                                      | 11                            | 1978      | 1992      | 4                                                      | 4                                                      | 4                                                      | 4                                                      |                                                        | 8                                                      | 10                                                     |
| Judo                                           | 71                            | 1951      | 2022      | 4                                                      | 4                                                      | 4                                                      | 4                                                      |                                                        | 8                                                      | 14                                                     |
| Lotta                                          | 73+9                          | 1898      | 2022      | 20                                                     | 20                                                     | 10                                                     | 10                                                     |                                                        | 30                                                     | 18                                                     |
| Mountain bike                                  | 33                            | 1989      | 2022      | 5                                                      | 5                                                      | 5                                                      | 5                                                      |                                                        | 10                                                     | 2                                                      |
| Pattinaggio di velocità                        | 116                           | 1893      | 2022      | 4                                                      | 4                                                      | 4                                                      | 4                                                      | 3                                                      | 11                                                     | 14                                                     |
| Pugilato                                       | 44 (maschile) 13 (femminile)  | 1925 2001 | 2022      | 13                                                     | 13                                                     | 10                                                     | 10                                                     |                                                        | 23                                                     | 13                                                     |
| Sci alpino                                     | 52                            | 1972      | 2022      | 5                                                      | 5                                                      | 5                                                      | 5                                                      |                                                        | 10                                                     | 10                                                     |
| Snowboard                                      | 8                             | 1991      | 1999      | 4                                                      | 4                                                      | 4                                                      | 4                                                      |                                                        | 8                                                      | 6                                                      |
| Sollevamento pesi                              | 105 (maschili) 37 (femminili) | 1896 1988 | 2025      | 8                                                      | 8                                                      | 8                                                      | 8                                                      |                                                        | 16                                                     | 10                                                     |
| Taekwondo                                      | 25                            | 1976      | 2022      | 8                                                      | 8                                                      | 8                                                      | 8                                                      |                                                        | 16                                                     | 8                                                      |
| Tennis                                         | nessuno                       | –         | –         | –                                                      | –                                                      | –                                                      | –                                                      | –                                                      | –                                                      | 2                                                      |
| Tiro                                           | 32                            | 1955      | 2022      | 10                                                     | 10                                                     | 5                                                      | 5                                                      | 3                                                      | 21                                                     | 15                                                     |
| Triathlon                                      | 38                            | 1985      | 2022      | 1                                                      | 1                                                      | 1                                                      | 1                                                      |                                                        | 2                                                      | 2                                                      |
| Sport olimpici individuali con gare di squadra |                               |           |           |                                                        |                                                        |                                                        |                                                        |                                                        |                                                        |                                                        |
| Sport                                          | Edizioni                      | Prima     | Ultima    | Titoli                                                 |                                                        |                                                        |                                                        |                                                        |                                                        |                                                        |
| Sport                                          | Edizioni                      | Prima     | Ultima    | U ind.                                                 | U team                                                 | D ind.                                                 | D team                                                 | Misto team                                             | Tot.                                                   |                                                        |
| Atletica leggera                               | 25                            | 1934      | 2022      | 24                                                     | 1                                                      | 24                                                     | 1                                                      |                                                        | 50                                                     | 48                                                     |
| Badminton                                      | 29                            | 1968      | 2022      | 1                                                      | 1                                                      | 1                                                      | 1                                                      | 1                                                      | 5                                                      | 5                                                      |
| Biathlon                                       | 29                            | 1994      | 2022      | 3                                                      |                                                        | 3                                                      |                                                        | 2                                                      | 8                                                      | 10                                                     |
| Bob                                            | 56                            | 1929      | 2022      | 2                                                      | -                                                      | 2                                                      | -                                                      |                                                        | 4                                                      | 3                                                      |
| Canoa slalom                                   | 23                            | 1996      | 2022      | 3                                                      | 1                                                      | 3                                                      | 1                                                      |                                                        | 8                                                      | 16                                                     |
| Canoa velocità                                 | 32                            | 1933      | 2022      | 8                                                      | 8                                                      | 7                                                      | 6                                                      |                                                        | 29                                                     | 16                                                     |
| Canottaggio                                    | 79                            | 1893      | 2022      | 2                                                      | 8                                                      | 2                                                      | 7                                                      | 2                                                      | 21                                                     | 14                                                     |
| Ciclismo su pista                              | 13                            | 1893      | 2021      | 8                                                      | 3                                                      | 8                                                      | 3                                                      |                                                        | 22                                                     | 12                                                     |
| Concorso completo                              | 35                            | 1953      | 2022      |                                                        |                                                        |                                                        |                                                        | 2                                                      | 2                                                      | 2                                                      |
| Dressage                                       | 30                            | 1963      | 2022      |                                                        |                                                        | 2                                                      |                                                        | 1                                                      | 3                                                      | 2                                                      |
| Salto ostacoli                                 | 36                            | 1957      | 2022      | 1                                                      | 1                                                      |                                                        |                                                        |                                                        | 2                                                      | 2                                                      |
| Ginnastica artistica                           | 35 (maschili) 34 (femminili)  | 1955 1957 | 2022      | 7                                                      | 1                                                      | 5                                                      | 1                                                      |                                                        | 14                                                     | 14                                                     |
| Ginnastica ritmica                             | 38                            | 1978      | 2022      | -                                                      | -                                                      | 5                                                      | 3                                                      |                                                        | 7                                                      | 2                                                      |
| Karate                                         | 57                            | 1966      | 2022      | 6                                                      | 2                                                      | 6                                                      | 2                                                      |                                                        | 8                                                      | 8                                                      |
| Nuoto                                          | 36                            | 1936      | 2022      | 23                                                     |                                                        | 23                                                     |                                                        | 5                                                      | 51                                                     | 2                                                      |
| Nuoto sincronizzato                            | 24                            | 1974      | 2022      | 2                                                      | -                                                      | 2                                                      | 6                                                      | 2                                                      | 12                                                     | 2                                                      |
| Pattinaggio di figura                          | 114                           | 1891      | 2022      | 1                                                      | -                                                      | 1                                                      | -                                                      | 2                                                      | 4                                                      | 4                                                      |
| Pentathlon moderno                             | 30                            | 1987      | 2022      | 1                                                      | 2                                                      | 1                                                      | 2                                                      | 1                                                      | 7                                                      | 2                                                      |
| Scherma                                        | 35                            | 1981      | 2022      | 3                                                      | 3                                                      | 3                                                      | 3                                                      |                                                        | 12                                                     | 10                                                     |
| Sci di fondo                                   | nessuno                       | –         | –         | –                                                      | –                                                      | –                                                      | –                                                      | –                                                      | –                                                      | 12                                                     |
| Short track                                    | 46                            | 1997      | 2022      | 4                                                      | 1                                                      | 4                                                      | 1                                                      |                                                        | 10                                                     | 8                                                      |
| Skeleton                                       | 28                            | 1981      | 2022      | 1                                                      | -                                                      | 1                                                      | -                                                      | -                                                      | 2                                                      | 2                                                      |
| Slittino                                       | 53                            | 1914      | 2022      | 1                                                      | 1                                                      | 1                                                      | -                                                      | 1                                                      | 4                                                      | 4                                                      |
| Tennistavolo                                   | 41                            | 1958      | 2022      | 1                                                      | 1                                                      | 1                                                      | 1                                                      | 1                                                      | 5                                                      | 4                                                      |
| Tiro con l'arco                                | 27                            | 1968      | 2022      | 2                                                      | 2                                                      | 2                                                      | 2                                                      |                                                        | 8                                                      | 11                                                     |
| Trampolino elastico                            | 28                            | 1969      | 2022      | 3                                                      | 4                                                      | 3                                                      | 4                                                      |                                                        | 14                                                     | 2                                                      |
| Tuffi                                          | 31+9                          | 1926      | 2022      | 5                                                      |                                                        | 5                                                      |                                                        | 3                                                      | 13                                                     | 8                                                      |
| Vela                                           | 47+6                          | 1966      | 2014      | 4                                                      | 6                                                      | 3                                                      | 3                                                      | 1                                                      | 17                                                     | 4                                                      |
| Volo con gli sci                               | nessuno                       | -         | -         | -                                                      | -                                                      | -                                                      | -                                                      | -                                                      | -                                                      | 3                                                      |
| Sport olimpici di squadra                      |                               |           |           |                                                        |                                                        |                                                        |                                                        |                                                        |                                                        |                                                        |
| Sport                                          | Edizioni                      | Prima     | Ultima    | Note                                                   | Note                                                   | Note                                                   | Note                                                   | Note                                                   | Note                                                   | Note                                                   |
| Baseball                                       | 36                            | 1954      | 2021      | Da Parigi 2024 non fa più parte del programma olimpico | Da Parigi 2024 non fa più parte del programma olimpico | Da Parigi 2024 non fa più parte del programma olimpico | Da Parigi 2024 non fa più parte del programma olimpico | Da Parigi 2024 non fa più parte del programma olimpico | Da Parigi 2024 non fa più parte del programma olimpico | Da Parigi 2024 non fa più parte del programma olimpico |
| Beach volley                                   | 30                            | 1993      | 2022      |                                                        |                                                        |                                                        |                                                        |                                                        |                                                        |                                                        |
| Calcio                                         | 16 (maschile) 13 (femminile)  | 1960 1984 | 2020 2022 |                                                        |                                                        |                                                        |                                                        |                                                        |                                                        |                                                        |
| Curling                                        | 46 (maschile) 46 (femminile)  | 1975      | 2021      |                                                        |                                                        |                                                        |                                                        |                                                        |                                                        |                                                        |
| Hockey su ghiaccio                             | 66                            | 1910      | 1991      |                                                        |                                                        |                                                        |                                                        |                                                        |                                                        |                                                        |
| Hockey su prato                                | 18 (maschile) 15 (femminile)  | 1970 1984 | 2021      |                                                        |                                                        |                                                        |                                                        |                                                        |                                                        |                                                        |
| Pallacanestro                                  | 41 (maschile) 38 (femminile)  | 1935 1938 | 2022 2021 |                                                        |                                                        |                                                        |                                                        |                                                        |                                                        |                                                        |
| Pallamano                                      | 15 (maschile) 14 (femminile)  | 1994      | 2022 2020 |                                                        |                                                        |                                                        |                                                        |                                                        |                                                        |                                                        |
| Pallanuoto                                     | 19 (maschile) 15 (femminile)  | 1926 1985 | 2022      |                                                        |                                                        |                                                        |                                                        |                                                        |                                                        |                                                        |
| Pallavolo                                      | 32 (maschile) 32 (femminile)  | 1948 1949 | 2023      |                                                        |                                                        |                                                        |                                                        |                                                        |                                                        |                                                        |
| Rugby a 7                                      | 20                            | 2002      | 2022      |                                                        |                                                        |                                                        |                                                        |                                                        |                                                        |                                                        |

## Altri campionati
Aquathlon
- Campionati europei di aquathlon

Arrampicata
- Campionato europeo di arrampicata

Atletica leggera
- Campionati europei di atletica leggera indoor
- Campionati europei under 23 di atletica leggera
- Campionati europei under 20 di atletica leggera
- Campionati europei under 18 di atletica leggera
- Campionati europei di atletica leggera paralimpica

Automobilismo
- Campionato europeo di automobilismo (1931–1939)
- Campionato europeo di Formula 2 (1967–1984)
- Campionato europeo di Formula 3 (1966–2018)
- Campionato europeo turismo (1963–2005)
- Euroseries 3000 (1999–2009)
- Formula Renault Eurocup (1991–2020)
- Campionato europeo della montagna (1930–attivo)
- Campionato europeo rally (1953–attivo)
- Campionato europeo rallycross (1976–attivo)
- FIA European Truck Racing Championship (1985–attivo)
- European Le Mans Series (2004–attivo)

Bandy
- Campionati europei di bandy 1913

Beach handball
- Campionati europei maschili di beach handball
- Campionati europei femminili di beach handball
- Campionato europeo per nazioni di handball in carrozzina

Beach soccer
- Euro Beach Soccer League

Canoa polo
- Campionati europei di canoa polo

Ciclismo
- Ciclocross: Campionati europei di ciclocross

Corsa campestre
- Campionati europei di corsa campestre

Cricket
- Campionati europei di cricket
- Campionati europei femminili di cricket
- European Twenty20 Championship
- European Affiliates Championship (1999–2005)

Dragon boat
- Campionati europei di dragon boat

Fistball
- Campionati europei di fistball

Five-a-side football
- EMF miniEuro

Flag football
- Campionato europeo di flag football

Football americano
- Campionato europeo di football americano

Football australiano
- AFL Euro Cup
- AFL Europe Championship

Ginnastica acrobatica
- Campionati europei di ginnastica acrobatica

Ginnastica aerobica
- Campionati europei di ginnastica aerobica

Hockey su pista
- Campionati europei di hockey su pista

Hockey su prato indoor
- Campionati europei maschili di hockey su prato indoor
- Campionati europei femminili di hockey su prato indoor

Hockey su slittino
- Campionato europeo di hockey su slittino

Jiu jitsu brasiliano
- European IBJJF Jiu-Jitsu Championship

Kickboxing
- W.A.K.O. European Championships

Korfball
- Campionati europei di korfball

Motociclismo
- Campionato europeo di speedway individuale (1955–attivo)
- Campionato europeo di speedway a squadre (2004-attivo)
- Campionato europeo Supermoto (1997-2010)
- Campionato europeo Superstock 600 (2005-2015)

Pétanque
- Campionati europei di pétanque

Pitch & Putt
- Campionati europei di pitch & putt

Polo
- Campionato europeo di polo

Racquetball
- Campionati europei di racquetball

Roller derby
- Campionato europeo di roller derby

Rugby a 13
- Coppa d'Europa di rugby a 13

Rugby a 15
- Campionato maschile Rugby Europe
- Campionato femminile Rugby Europe

Rugby in carrozzina
- IWRF European Championship

Quidditch
- IQA European Games

Savate
- Campionati europei di savate

Sci alpinismo
- Campionati europei di sci alpinismo

Sci d'erba
- Campionati europei di sci d'erba

Skiroll
- Campionati europei di skiroll

Slittino su pista naturale
- Campionati europei di slittino su pista naturale

Softball
- Campionati europei maschili di softball
- Campionati europei femminili di softball

Sumo
- Campionati europei di sumo

Trampolino elastico
- Campionati europei di trampolino elastico

Triathlon long distance
- Campionati europei di triathlon long distance

Winter Triathlon
- Campionati europei di winter thriatlon

Wrestling
- WWE European Championship